# Vilaür
Vilaür är en kommun i Spanien.   Den ligger i provinsen Província de Girona och regionen Katalonien, i den östra delen av landet, 600 km öster om huvudstaden Madrid. Antalet invånare är 142. Arean är 5,5 kvadratkilometer. Vilaür gränsar till Garrigàs, Sant Mori, Saus, Camallera i Llampaies och Bàscara. 
Terrängen i Vilaür är platt.